# Borolia yatungensis
Borolia yatungensis là một loài bướm đêm trong họ Noctuidae.